# Hyomys dammermani
Hyomys dammermani  (Stein, 1933) è un roditore della famiglia dei Muridi, endemico delle montagne della Nuova Guinea occidentale.

## Descrizione

### Dimensioni
Roditore di grandi dimensioni, con lunghezza della testa e del corpo tra 300 e 322 mm, la lunghezza della coda tra 245 e 318 mm, la lunghezza del piede tra 52,1 e 67 mm, la lunghezza delle orecchie tra 24,7 e 28 mm e un peso fino a 985 g.

### Aspetto
La pelliccia è ruvida ed arruffata. Le parti superiori sono grigie scuro, cosparse di lunghi peli grigiastri con una banda terminale bianca, mentre le parti ventrali sono biancastre. Non c'è traccia di alcun ciuffo di peli bianchi alla base delle orecchie, le quali sono corte e biancastre. La coda è più corta della testa e del corpo ed è bianca nella metà terminale.

## Biologia

### Comportamento
È una specie terricola. Passa tutta la giornata in buche tra le radici degli alberi. Ha un odore particolare.

### Alimentazione
Si nutre di germogli d'erba. Talvolta irrompe nei campi coltivati per mangiare patate dolci.

### Riproduzione
Una femmina con un piccolo è stata osservata durante il mese di febbraio.

## Distribuzione e habitat
Questa specie è endemica della parte occidentale della cordigliera centrale della Nuova Guinea.
Vive nelle foreste tropicali umide, lungo i margini forestali e in campi abbandonati tra 1.400 e 2.800 metri di altitudine.

## Conservazione
La IUCN Red List, considerata l'assenza di informazioni circa lo stato della popolazione e le minacce, classifica M.dammermani come specie con dati insufficienti (DD).